# Космос-1939
Космос-1939 је један од преко 2400 совјетских вјештачких сателита лансираних у оквиру програма Космос.
Космос-1939 је лансиран са космодрома Тјуратам, Бајконур, СССР, 20. априла 1988. Ракета-носач је поставила сателит у орбиту око планете Земље. 